# Holland's Got Talent (seizoen 6)
Het zesde seizoen van Holland's Got Talent werd van 26 oktober 2013 tot 28 december 2013 uitgezonden door RTL 4. Na twee seizoenen in de zomer te hebben uitgezonden en het vorige seizoen in het voorjaar, duurde het anderhalf jaar dat het nieuwe en zesde seizoen werd uitgezonden. Dit seizoen is dan ook voor het eerst op de zaterdag avond geprogrammeerd in tegenstelling tot vorige seizoenen die op vrijdagavond werden uitgezonden. Dit omdat in de periode van uitzenden op vrijdag al The Voice of Holland en The Voice Kids worden uitgezonden.
Robert ten Brink presenteerde de show en de jury bestond naast Gordon Heuckeroth en Dan Karaty nu ook uit Chantal Janzen. Patricia Paay werd vervangen nadat zij als jurylid aan de slag ging bij Sterren Dansen op het IJs. Daarnaast had zij geen contract bij RTL en Janzen wel. Ook zou er een betere chemie tussen de drie juryleden zijn dan wanneer Paay in de jury zat. Lange tijd werd er geheimzinnig gedaan over wie Paay zou vervangen en verschillende namen deden de ronde. Net als bij de Amerikaanse, Engelse en Australische versies zou het concept worden aangepast door niet drie, maar vier juryleden te plaatsen. Er zou naast Janzen gezocht worden naar een andere vrouwelijke jurylid, maar de producent kon geen vierde geschikte jurylid vinden.
De 9-jarige operazangeres Amira Willighagen wist de jury te verrassen, ontving een gouden ticket voor de liveshows, en werd ook de uiteindelijke winnares. Ook veroorzaakte een grap over Chinezen die jurylid Gordon maakte tegen de Chinese kandidaat Xiao Wang opschudding tot in China en de Verenigde Staten, beschuldigingen van racisme en een klacht van het Meldpunt Discriminatie tegen Gordon.

## Audities
De audities vonden plaats op 31 augustus, 2, 3,5 en 6 september en werden voor het eerst gehouden in het Zwolse theater De Spiegel (de voorgaande seizoenen vonden de audities plaats in het Schaffelaar Theater in Barneveld). Wederom kon iedereen die iets unieks heeft auditeren om de juryleden te bewijzen dat zij talent hebben. Vanuit die inschrijvingen werd er gekeken welke acts auditie mochten komen doen voor de juryleden. Het duo Joop (Visser) & Jessica (van Noord) werd niet door de jury herkend en wegens gebrek aan talent naar huis gestuurd. De acts die auditie mogen komen doen maken kans op een plek in een van de vier halve finales. Daarnaast mogen de juryleden wederom samen vier gouden tickets uitdelen. Wanneer de juryleden een gouden ticket uitdeelt betekent dat dat de kandidaat meteen naar de liveshows mag en zich niet voor een tweede auditie hoeft te bewijzen. Amira Willighagen (negenjarige operazangeres) kreeg al een ticket.

## Finale (28 december)
- Gast optreden:
  - DDF Crew
  - Caro Emerald - "I Belong To You"

## Kijkcijfers
| Show               | Datum            | Kijkcijfers | Plek | Bron   |
| ------------------ | ---------------- | ----------- | ---- | ------ |
| Auditie 1          | 26 oktober 2013  | 1.821.000   | 2    | [ 2 ]  |
| Auditie 2          | 2 november 2013  | 2.136.000   | 1    | [ 3 ]  |
| Auditie 3          | 9 november 2013  | 2.150.000   | 1    | [ 4 ]  |
| Auditie 4          | 16 november 2013 | 2.190.000   | 1    | [ 5 ]  |
| Auditie 5          | 23 november 2013 | 1.972.000   | 1    | [ 6 ]  |
| Halve finale 1     | 30 november 2013 | 1.422.000   | 4    | [ 7 ]  |
| Halve finale 2     | 7 december 2013  | 1.657.000   | 3    |        |
| Halve finale 3     | 14 december 2013 | 1.868.000   | 2    | [ 8 ]  |
| Halve finale 4     | 21 december 2013 | 1.757.000   | 3    | [ 9 ]  |
| Finale             | 28 december 2013 | 2.377.000   | 1    | [ 10 ] |
| Seizoensgemiddelde | 2013             | 1.935.000   |      |        |